# Centro de Memória da Medicina da Universidade Federal de Minas Gerais
O Centro de Memória da Medicina da UFMG está localizado na Faculdade de Medicina da Universidade Federal de Minas Gerais, à Av. Prof. Alfredo Balena 190 - Bairro Santa Efigênia em Belo Horizonte/MG. O acervo consta de material bibliográfico, fotográfico, equipamentos, esculturas, pinturas, desenhos, filmes, equipamentos médicos, livros antigos da medicina no mundo e no Brasil, mobliário da antiga Faculdade de Medicina e outros. Objetiva auxiliar estudantes, professores e pesquisadores a entenderem o progresso das ciências médicas. Apresenta ainda acervo especial de personalidades, dentro e fora da medicina, tais como Pedro Nava, Guimarães Rosa, Vital Brasil, Carlos Chagas, Juscelino Kubitschek, Ivo Pitangui, dentre outros. O Centro se dedica à pesquisa, promoção de eventos, oferta de cursos sobre a “História da Medicina”, atende a médicos, professores, estudantes e demais profissionais da saúde; suas exposições temáticas são abertas ao público.